# 2013年飓风雷蒙德
颶風雷蒙德（英語：Hurricane Raymond）是2013年東太平洋唯一的大型颶風，並短暫威脅墨西哥西南部沿岸，然後再度返回大海。2013年太平洋颶風季的第17個被命名的風暴和第8場颶風，雷蒙德在10月20日從墨西哥阿卡普尔科以南部的熱帶浪潮發展而成。在熱帶氣旋發展的有利條件下，雷蒙德迅速增強，在形成後一天就先後達到热带风暴和颶風強度。10月21日，颶風達到風力時速205公里的最高強度。一個高壓脊阻擋颶風前進並迫使其轉向西南方向移動，同時雷蒙德開始因风切变而迅速減弱。第二天，熱帶氣旋減弱至熱帶風暴標準。在向西移動後，雷蒙德重新進入較有利的條件，它可以在10月27日向北轉向重新增強至颶風強度。數小時後，颶風達到風力時速165公里的第二次最高強度。惡劣的大氣條件導致雷蒙德最後一次減弱，10月30日，國家颶風中心宣布熱帶氣旋已經消散。

## 氣象歷史
2013年10月17日，中美洲附近有大範圍低氣壓區，與其關聯的對流雜亂無章，這片不穩定的天氣區域便是颶風雷蒙德的前身。系統向西至西北偏西移動，預計環境條件有利於熱帶氣旋發展。相應地，國家颶風中心認為該系統有中等程度的可能性在五天內成為熱帶氣旋。在隨後的48小時內，低氣壓的中心變得更加明確，對流活動穩步增加和變得有組織，促使國家颶風中心提高系統在五天內成為熱帶氣旋的可能性至高。10月19日上午，該系統轉向西北移動並繼續發展；經衛星強度估計和衛星圖像的證實，這個擾動在UTC凌晨0時被升格為第十七號熱帶低氣壓。儘管雲頂逐漸回暖，但低氣壓的整體雲層格局在第二天早上有所改善，隨後在UTC上午6時將其升級為熱帶風暴，並以“雷蒙德”（Raymond）命名。此時，氣旋位於墨西哥阿卡普尔科西南偏南約300公里。
獲得命名後，雷蒙德繼續變得更有組織。深層對流在環流中心繼續增加，而微波圖像則指出了內核心的形成階段。此後不久，系統開始一個快速增强的時期，被國家颶風中心預報員描述為“驚人”和“令人印象深刻”。UTC10月21日凌晨0時，雷蒙德獲升級為一級颶風；6小時後，由於可見光和紅外衛星圖像上的小而明確的眼睛變得明顯，因此它獲升級為二級颶風。結合衛星強度估計，颶風獲升級為大型颶風—在萨菲尔-辛普森飓风等级達到第三級或以上—使雷蒙德成為2013年太平洋颶風季的首個大型颶風，也是2013年西半球的首個大型颶風。系統停止不動後，雷蒙德進行眼牆置換循環，導致其增強趨勢暫時停止。不過到了10月21日下午，系統在組織上有所增加和變得更加對稱，其風眼溫度上升。UTC下午18時，雷蒙德達到最高強度，最大持续风速為每小時205公里，最低氣壓為951毫巴（百帕; 28.08英寸汞柱）。此後，西南的垂直風切變增加，導致系統開始減弱趨勢。UTC10月22日上午6時，雷蒙德被降格為二級颶風。那天下午，一架空軍颶風獵人飛機的數據顯示，該系統比預測還要弱，只達一級颶風的下限。沿着下加利福尼亞半島附近的一個高壓脊的南部轉向西南偏西移動，雷蒙德在UTC上午6時減弱為熱帶風暴。

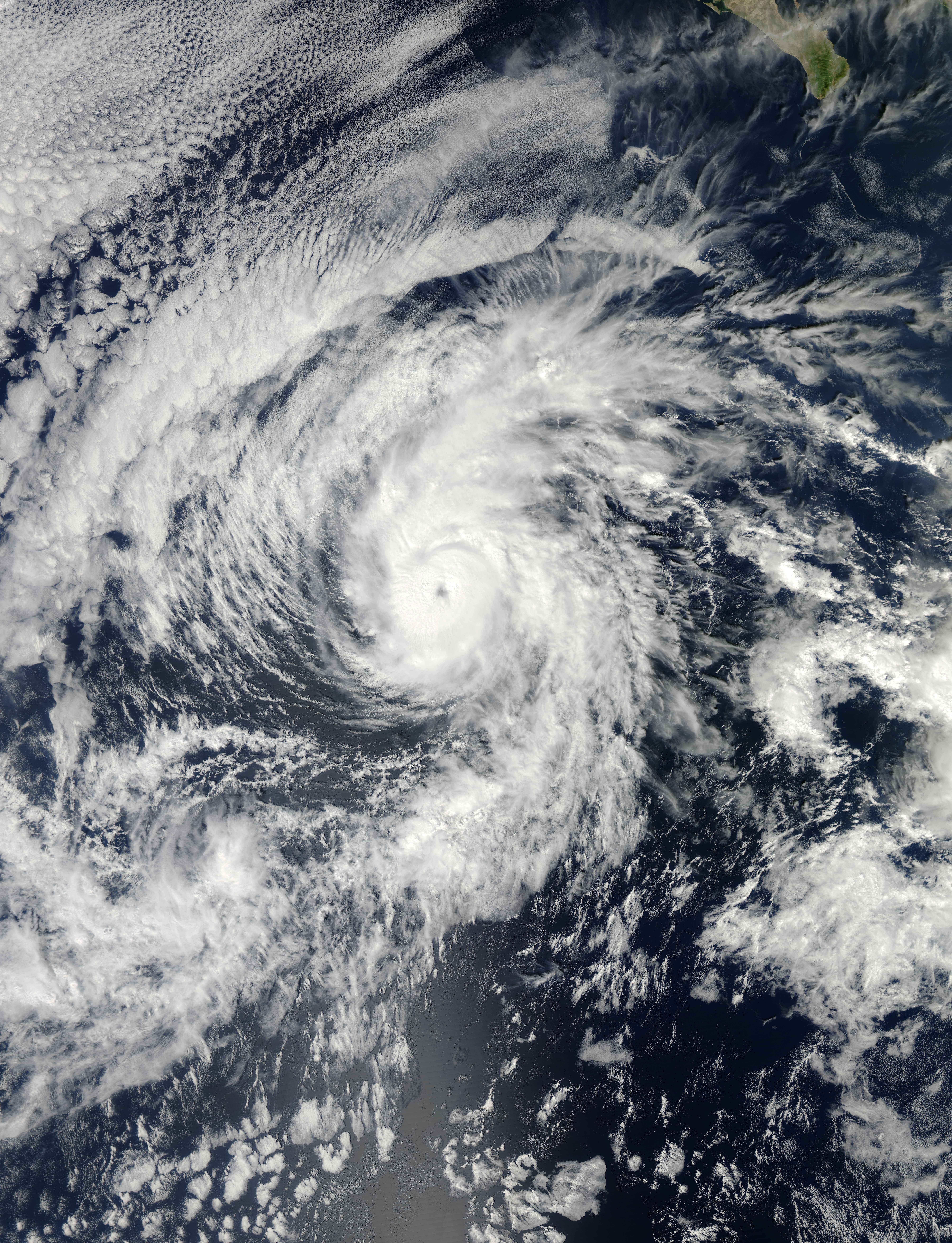
10月27日，接近第二波最高強度的颶風雷蒙德

10月23日，持續的風切變導致低層中心暴露在大範圍的雲層，表示乾燥的空氣，填滿了熱帶氣旋混亂的西半圓。第二天，中心發生了深層的驟雨和雷暴活動；然而，沒有注意到強度的變化。隨著風切變方向轉到東南方，上層流出開始逐漸擴大。儘管預測風暴將會增強，雷蒙德在接下來的48小時內的強度變化不大，也許是中等溫度異常溫暖的結果。然而，到10月29日晚上，低層中心深層對流開始發展，對流帶逐漸增加。UTC10月27日中午12時，雲層實況轉變為中心密集雲團，而微波圖像則可以看見風眼；結合衛星強度估計，雷蒙德再次升格為一級颶風，此時氣旋位於下加利福尼亞半島最南方西南偏南約1,165公里。10月28日早上，雷蒙德達到風力時速165公里，氣壓971毫巴（百帕，28.67英寸汞柱）的第二波最高強度，已經發展出一個雲塞風眼和一個中心密集雲團。10月29日早上，風切變的增加擾亂了對流，使颶風回落到熱帶風暴標準。雖然當天的雷暴短暫增加，持續的風切變使風暴進一步減弱。因為環流已經逐漸拉長，並脱離至對流之外，雷蒙德於10月30日減弱至熱帶低氣壓標準。那天晚上，低氣壓退化成殘留低氣壓區。在接下來的兩天裡，雷蒙德的殘留向西慢慢轉向，在11月1日早上消散。

## 防災措施和影響
由於雷蒙德的威脅，格雷羅州和米卻肯州的部分地區接獲“橙色”警報，並且大部分科利馬州和哈利斯科州發出了“黃色”警報。
哥斯達格蘭德港口所有小船和體育活動取消。曼萨尼约港被命令於10月21日關閉。格雷羅州州長安赫爾·阿吉雷·里維羅向該州9個市政府宣布進入紧急状态，而81個毗鄰颶風的市鎮的居民要求從容易有水災地區疏散。約25個庇護所開放；官員從這些收容所撤離了400多人，包括在阿卡普尔科附近的100人。
在系統到達之前，約有3000名軍人被運送。阿卡普爾科以西大部分沿海社區的學校和班級都關閉，包括锡瓦塔内霍。僅在格雷羅州，有10個市政府暫停上課，而在整個米卻肯州，課程也被暫停。
兩天內，阿卡普爾科附近錄得194毫米的最高雨量。10月21日，颶風雷蒙德的外圍雨帶為墨西哥沿岸帶來大雨，導致輕微的水災。共有21所房屋被水淹沒，5人需要撤離。有3棵樹倒下，2面牆倒塌。此外，有585人無家可歸。阿卡普爾科的一些街道關閉。由於雷蒙德的影響，格雷羅州的10個市政府宣佈進入緊急狀態。